# Konstruktion
Konstruktion betyder sammenføjning/ sammensætning og er et udtryk som anvendes i forskellige sammenhænge.

## Anvendelse
- Teknik – bygningskonstruktion, brokonstruktion, skibskonstruktion etc.
- Grammatik – sætningskonstruktion, måden hvormed ord forbindes med andre.
- Matematik – geometrikonstruktion, frembringelse af geometriske figurer med angivne egenskaber.